# Анастасій II (візантійський імператор)
Анаста́сій II (? — 719) — візантійський імператор (713–715), до становлення імператором —  називався Артемій, і був граматиком і першим секретарем імператора Філіпіка Вардана.

## Прихід до влади
Армія феми Опсикій спочатку осліпила, а потім убила Філіппіка Вардана. На престол був обраний не хтось із воєнних чинів, а громадський урядовець Артемій, який був проголошений імператором Анастасієм ІІ.

## Діяльність
Анастасій ІІ був досить рішуче налаштованою особою і виглядав великим реформатором. Першим, про що турбувався новий імператор, був мир у церкві. Визнання VI Вселенського Собору було проголошено одночасно із вінчанням на царство Анастасія. Також він відправив послів до папи Костянтина з проханням відновити добрі стосунки між імператором та римським престолом. Патріарх Іван VI був знятий з патріаршої кафедри, а вибори Германа на кафедру патріарха Анастасій ІІ організував так, наче участі в них і не брав, тож вибір патріарха виглядав справою всенародною. 11 серпня 715 року Герман став патріархом і прославився тим, що вів боротьбу за іконошанування. Ще одною зміною була військова реформа, що почалася у 714 році. Спершу Анастасій ІІ покарав тих, хто вчинив заколот проти його попередника Вардана Філіппіка. Потім імператор, ствердивши православ'я, реорганізував феми, поставив на чолі них надійних і досвідчених вояків. Серед них була досвідчена людина на ім'я Лев, що став майбутнім імператором Візантії.

## Війна з арабами
Серйозною загрозою для Візантії на той час були араби. Небезпека від них походила як і з суші, так і з моря. У 714 році вони вторглися одночасно з моря і з суші в Галатію і безперешкодно повернулися з великою здобиччю і багатьма полоненими. Анастасій зрозумів, що араби робитимуть неодноразові спроби повторити ці дії, тож, розуміючи, що своїми силами йому не впоратися з арабами, висилає посольство до Дамаску з пропозицією миру, яка, однак, була відкинена. Проте, імператор доручив Даниїлу з Синопу, який був у складі емісарів, зібрати точні дані щодо задумів арабів і силах, які вони мають намір направити проти Візантії. Тож на основі цих даних у Константинополі почалася підготовка до майбутньої війни: укріплюються стіни міста з суші і з моря, заготовлюються великі запаси хліба, тим же, хто не може запастися провізією більш як на три роки, Анастасій наказує покинути межі міста і поселитися в інші місця, поспіхом розставляються на стінах знаряддя для метання. Також будуються нові кораблі для формування флоту.

## Продовження війни, скинення і спроба повернення
Проте, у 715 році помирає халіф аль-Валід і наступником стає його брат Сулейман. Тож наступ, якого так чекав імператор Візантії Анастасій ІІ відтерміновується. До Константинополя доходять вісті про вихід із ворожої Александрії флоту в Фінікію, щоб заготовити кипарисове дерево для побудови арабського флоту. Тоді Анастасій складає план, щоби попередити наступ арабів: він наказує напасти на ворожий флот. Родос стає місцем збору візантійських сил із різних фем, надалі ж об'єднаний флот під командуванням диякона Йоана, який був головним логофетом, мав атакувати Сирію. Однак, сталася подія, яка є дуже характерною для історії. Військовий план Йоана полягав у тому, щоби напасти на арабів під час їх зборів і спалити заготівлі. З цим планом погодилися всі, окрім частини воїнів із феми Опсикія. Деякі опсикіани відкрито сказали, що відмовляються від присяги імператору Анастасію і вбили головнокомандувача Йоана. Таким чином, план нападу зірвався і ескадри кораблів відпливли до своїх стоянок. Бунтарі ж попливли на північ до гавані Адраміттія. Там вони вирішили обрати собі нового імператора. Ним став Феодосій, який, проте, не був із військового середовища, а був збирачем податків. Феодосій, бувши людиною скромною, втік у гори, але опсикіани розшукали його і насильно проголосили імператорм. Повернувшись з місця свого тимчасового перебування, повстанці підбурили решту феми Опсикія, і, крім того, знайшли часткову підтримку в готогреків.
Коли ж до Константинополя дійшла вістка про смерть Йоана і бунт опсикіан, Анастасій укріпив столицю, призначив воєначальників охорони, передав їм у розпорядження флот, а сам переїхав у місто Нікею і там укріпився.
Тим часом бунтарі захопили Хризополь і, маючи його як оплот, виходили у відкрите море назустріч кораблям імперського флоту. Сутички відбувалися майже щодня протягом шести місяців, і невдовзі Константинополь був захоплений. Таким чином, Феодосій став імператором Візантії, а Анастасій, розуміючи свою повну нездатність відстоювати права проти Феодосія, який опирався на військову підтримку, склав із себе повноваження імператора. Випросивши собі таким способом недоторканість, він прийняв монаший постриг і вирушив до Солуня. Проте, історична місія Анастасія ІІ ще не була завершена. Він з'являється ще раз на політичній арені в час, коли імператором стає Лев III Ісавр. Анастасій підіймає проти нього повстання і його підтримує болгарське військо, однак, не приймає місто; і болгари, які потім в мирі і злагоді житимуть з Візантією за правління Лева, видають Анастасія в руки Лева ІІІ, який його страчує.
Так завершилася історія Анастасія ІІ, імператора-реформатора в неспокійний час, який здобув владу шляхом бунту, тим же ж шляхом її втратив і тим самим шляхом намагався її повернути.